# آدنیلوسوکسینات
آدنیلوسوکسینات (به انگلیسی: Adenylosuccinate) با فرمول شیمیایی C14H18N5O11P یک ترکیب شیمیایی با شناسه پاب‌کم 195 است. که جرم مولی آن ۴۶۳٫۲۹۴ g/mol می‌باشد. 